# Stříbrný vrch (Novohradské hory)
Stříbrný vrch (německy Gross Aibenberg) je součástí výrazného hřbetu mezi Pohorskou Vsí a Žofínem v Novohradských horách, dosahuje nadmořské výšky 941 metrů. Nachází se čtyři kilometry jihovýchodně od Pohorské Vsi a jeden kilometr západně od česko-rakouské hranice.

## Geologie a geomorfologie
Skalní základ Stříbrného vrchu tvoří jednotvárná série moldanubika, z níž zde vystupuje moldanubický pluton, zastoupený středně zrnitou porfyrickou biotitickou žulou weinsberského typu, ve vrcholových polohách s menšími intruzemi biotitické žilné žuly a žilného křemene. Ve vrcholových partiích Stříbrného vrchu se nachází rozsáhlá kryoplanační terasa (150 × 150 metrů), z níž vystupuje mohutný tor. Okraje kryoplanační terasy jsou tvořeny mrazovými sruby, zvětralou skalní hradbou a balvanovitými sutěmi a kamennými proudy. Mezi četnými skalními útvary na jižním svahu se nalézá útvar hřibovitého tvaru. Na mírnějším severozápadním až severním svahu se vyskytuje koncentrace pramenišť.

## Přírodní rezervace
Stříbrný vrch je součástí přírodní rezervace Pivonické skály. Předmětem ochrany jsou relativně přirozené porosty acidofilních a květnatých bučin, s charakteristickým floristickým složením a druhově početnou avifaunou.

## Přístup
Na Stříbrný vrch nevede žádná značená cesta a přístup je proto orientačně náročnější. Z jihu vede pod Stříbrný vrch zpevněná cesta od bývalé osady Terčí Huť. Z této cesty pak vychází Okružní cesta, která v nadmořské výšce cca 880 m Stříbrný vrch obkružuje. V závěrečném úseku výstupu z jižní strany na skalnatý vrchol jsou zachované kamenné schody, které jsou dokladem, že před druhou světovou válkou byl Stříbrný vrch, podobně jako nedaleký Pivonický vrch, vyhledávaným turistickým cílem. Z této doby se také dochoval buquoyský pomník v podobě kamenné mohyly s nápisem Karl Georg’s Tanne 1927 stojící 110 metrů severně od vrcholu.